# De Prez d'Aye
De Prez d'Aye was een Zuid-Nederlandse adellijke familie.

## Geschiedenis
Antoine François de Prez, heer van Aye, Jamodenne en Hogne, officier in dienst van de Staten-Generaal, was getrouwd met Marie-Jeronime d'Ochain de Jemeppe. Er is nergens spoor van een adelsverheffing, hoewel hij waarschijnlijk adellijk leefde. Het echtpaar had minstens twee zoons, de hiernavolgende Antoine-Florent en Evrard.

## Antoine de Prez d'Aye
Antoine Florent Albert de Prez d'Aye (Namen, 20 april 1759 - Aye, 24 augustus 1841) was een zoon van het echtpaar de Prez - d'Ochain.
Zoals zijn vader werd hij onder het ancien régime officier in dienst van de Staten-Generaal. In de Franse tijd werd hij vrederechter in Marche en bijgevoegd rechter in de rechtbank van eerste aanleg in Marche. In 1816, ten tijde van het Verenigd Koninkrijk der Nederlanden, werd hij erkend in de erfelijke adel, met benoeming in de Ridderschap van Luxemburg. Hij werd lid van de Provinciale Staten van Luxemburg en vervolgens van de Tweede Kamer der Staten-Generaal.
Hij  trouwde in 1796 met Marie Justine Belhoste (1753-1827), dochter van Jean Belhoste, ridder van het Heilige Roomse Rijk.
Ze hadden een zoon, Felix de Prez d'Aye, van wie alleen bekend is dat hij officier was in dienst van het Koninkrijk Nederland. Het ging zeer waarschijnlijk om Remacle Antoine Félix de Prez d'Aye (1797-1819), die op tweeëntwintigjarige leeftijd overleed. Hun dochter Justine de Prez d'Aye (1799-1868) trouwde met Frantz de Neunheuser (1794-1876), officier en vrederechter in Marche.

## Evrard de Prez d'Aye
Evrard Antoine Joseph de Prez d'Aye (Aye, 29 september 1768 - 28 juni 1841), broer van de voorgaande, was kapitein in het regiment dragonders Latour. Hij werd burgemeester van Aye en lid van de Provinciale Staten van Luxemburg.
Hij trouwde met Gertrude de Malempré (1765-1826) en trad in tweede huwelijk met Eléonore de Woot de Trixhe (1800-1884). Uit het tweede bed had hij drie dochters.
De laatste de Prez d'Aye overleed in 1880.